# 电路拓扑
电路拓扑是电子电路的组件互连网络所呈现的形式。组件的不同具体数值或额定值被视作相同的拓扑。拓扑并不关注电路中组件的物理布局，也不关注它们在電路圖上的位置；类似于数学拓扑学概念，它只关注组件之间的连接关系。众多物理布局和电路图可能都构成相同的拓扑。
严格来说，将组件替换为完全不同类型的组件仍属于相同的拓扑。然而在某些情况下，这些可以被笼统地描述为不同的拓扑。例如，在一个低通滤波器中互换电感和电容会得到一个高通滤波器。尽管网络拓扑相同，这些仍可能被描述为高通和低通拓扑。对于这类对象（即仅指定组件类型而不指定绝对数值的网络），更准确的术语是原型网络。
电子网络拓扑与数学拓扑相关。特别是，对于仅包含二端器件的网络，电路拓扑可以视为图论的一个应用。从拓扑角度对这种电路进行网络分析时，网络的节点是图论的顶点，网络分支则是图论的边。
标准图论可以扩展以处理有源组件和多端器件，如集成电路。图也可用于分析无穷网络。

## 电路图
本条目中的电路图遵循电子学中的常用约定；实线表示导体，实心小圆点表示导线的连接节点，空心小圆点表示与外部世界连接的端子。在大多数情况下，阻抗用矩形表示。实际的电路图通常会使用电阻器、电感器、电容器等专用符号，但拓扑并不关心网络中元件的类型，因此此处采用了一般阻抗的符号。
本文的图论部分给出了另一种表示网络的方法。

## 拓扑名称
许多拓扑名称源于其示意图的外观。大多数电路可以用多种方式绘制，因此也有多种名称。例如，图1.1所示的三种电路外观不同，但具有相同的拓扑。

图 1.1. T、Y和星形三种拓扑完全相同。

此示例还展示了将拓扑按字母命名的常见约定。也可使用希腊字母，例如Π（pi）拓扑和Δ（delta）拓扑。

## 串联和并联拓扑
当网络仅包含两个元件或支路时，仅存在两种可能的拓扑：串联和并联电路。

图 1.2. 两支路的串并联拓扑

即使对于最简单的这些拓扑，电路的表现形式也可以多种多样。
当网络具有三条支路时，存在四种可能的拓扑。

图 1.3. 所有这些拓扑均相同。串联拓扑是通用名称；用途为分压电路或分压器。在滤波设计中，此拓扑常称为L段。

图 1.4. 三支路的串并联拓扑

注意，后文讨论的Δ拓扑也可表示为并-串组合的另一形式。
串、并联拓扑可以无限扩展，得到越来越多的支路。对于n条串联或并联支路，可得到的不同拓扑数量分别为 1、2、4、10、24、66、180、522、1532、4624、… （OEIS數列A000084）。

## Y型和Δ型拓扑

图 1.5. Y型与Δ型拓扑

Y型与Δ型是线性网络分析中最简单的三端网络，可通过Y-Δ变换进行相互转换。该变换之所以重要，是因为某些网络无法仅用串联或并联组合规则来分析。这类网络常见于三相电机或变压器绕组的三相电路中。

图1.6

图 1.6所示网络由一个Y型网络与一个Δ型网络并联组成。若需计算其两节点间的阻抗，许多网络可通过连续应用串并联阻抗组合规则来求解，但本例中还需使用Y-Δ变换。Y型拓扑也称为星形拓扑；但“星形拓扑”有时也泛指多条分支汇聚于同一节点的更一般情形。

## 简单滤波器拓扑

图 1.7. 常见的平衡电路滤波器拓扑设计

图 1.7所示拓扑常用于滤波器和衰减器设计。L段拓扑与分压器拓扑相同；T段拓扑与Y型相同；Π段拓扑与Δ型相同。
所有这些拓扑都可视为梯形拓扑结构的一小段，更长的部分通常称为阶梯拓扑。这类电路常以二端口网络进行分析和特性描述。

## 桥式拓扑

图 1.8

桥式拓扑是一种重要的拓扑结构，在线性和非线性应用中有多种用途，包括但不限于桥式整流器、惠斯登電橋和晶格相位均衡器。桥式拓扑在电路图中有多种表示方式。图 1.8中的第一种表示是传统的桥式电路示意；第二种表示清晰地展示了桥式拓扑与由串联和并联组合而来的拓扑的等价性；第三种表示更常被称为晶格拓扑，拓扑等价性不那么直观，但可以通过将左上角节点“移动”到右上角节点右侧来观察其等价性。

图 1.9. 带有桥接输出负载的桥式电路

通常，只有当某网络作为具有一对对角相对节点组成的输入和输出二端口网络来使用时，才称其为桥式拓扑。图 1.7 中的盒式拓扑与桥式拓扑在结构上是相同的，但在滤波器情况下，其输入和输出端口各由一对相邻节点组成。有时，如图 1.9所示，桥式电路输出端口上的负载（或零位指示）元件也会包含在桥式拓扑中。

## 桥接T与双T拓扑

图 1.10.桥接T拓扑

桥接T拓扑来源于桥式拓扑，详情见Zobel网络一文，文中还讨论了许多派生拓扑。

图1.11

双T拓扑（Twin-T topology）常用于需要输入和输出共用同一接地端的场合，例如采用同轴电缆连接时。标准桥式拓扑无法直接将输入和输出端口相连，因此在平衡或零位测量应用中使用双T拓扑。在双T振荡器中，双T拓扑也用作正弦波发生器。图 1.11 下部的示意图将双T拓扑重新绘制，以突显其与桥式拓扑的对应关系。

## 无限拓扑

图1.12

梯形拓扑可以无限扩展，在滤波器设计中得到广泛应用。关于阶梯拓扑的多种变体，可参见电子滤波器拓扑结构和组合图像滤波器条目。

图 1.13 .反阶梯拓扑

平衡形式的阶梯拓扑可视为任意阶数棱柱侧面的图，而反棱柱的侧面则形成反阶梯拓扑。反阶梯拓扑应用于电压倍增器中，特别是在Cockcroft-Walton发电机中。此外，还有一种采用双重反阶梯拓扑的全波版本。
也可通过级联多个简单拓扑（如晶格或桥接T段）来构成无限拓扑。这种无限晶格级联在理论分析和传输线的人工模拟中出现，但在实际电路实现中较少使用。

## 多端元件拓扑
包含三端或多端元件的电路大大增加了可用拓扑的数量；相应地，由拓扑所代表的不同电路数量减少，在许多情况下即使不指明具体元件，也可以仅凭拓扑识别电路。
|  |  |

对于更复杂的电路，描述可通过指定网络各端口之间的传递函数来进行，而非仅靠元件拓扑。

## 图论
图论是研究图的数学分支。在网络分析中，图被广泛用于表示被分析的网络。网络图仅捕捉网络的连通性，即其拓扑结构；由于许多网络方程在相同拓扑下保持不变的性质，这种表示和推广十分有用，包括源自基尔霍夫定律和特勒根定理的方程。

### 历史
自基尔霍夫定律提出之初，图论便被用于线性无源网络的分析。古斯塔夫·基爾霍夫于1847年在对电阻电路的回路分析中使用图作为网络的抽象表示；此后，该方法推广至RLC电路，将电阻替换为阻抗。1873年，詹姆斯·克拉克·麦克斯韦在节点分析中提出了该分析的对偶形式。麦克斯韦还提出了一个拓扑定理：节点导纳矩阵的行列式等于所有生成树导纳积之和。1900年，亨利·龐加萊引入了用关联矩阵来表示图的思想，从而奠定了代数拓扑的基础。1916年，奧斯瓦爾德·維布倫将庞加莱的代数拓扑方法应用于基尔霍夫分析，并提出了使用生成树来辅助选择兼容的网络变量的方法。

图 2.1。阶梯网络低通滤波器电路图：一种双元件网络

对电路中网络图进行全面分类的工作始于1891年由珀西·麦克马洪对串并联组合的研究（并于1892年在《The Electrician》上发表了面向工程师的文章）。麦克马洪将这些图称为“轭链”（yoke-chains）。1932年，罗纳德·M·福斯特按图的零度或秩进行分类，并绘制了少节点图的图表；该研究来源于他1920年与乔治·坎贝尔在四端口电话中继器方面的早期合作，当时共识别出83,539种不同的图。
长期以来，电路理论中的拓扑研究仅限于线性无源网络。随着半导体器件和电路的发展，电路复杂度大幅提升，促使在图论中引入组合数学以提高计算机计算效率。

### 图与电路图

图 2.2 。图 2.1所示阶梯网络的图表示（假设四级阶梯）

网络通常按其组成的电气元件种类进行分类。在电路图中，这些元件以各自专用符号表示。仅含电阻元件的网络称为单一元件网络；同理，仅含电容或电感的网络亦为单一元件网络。RC電路、RL电路和LC电路是简单的双元件网络；RLC电路是最简单的三元件网络。常用于低通滤波的LC阶梯网络虽可包含多种元件，却仍属双元件网络。
相反，拓扑仅关心网络元件之间的几何连接关系，而不关心元件本身的种类。网络拓扑的核心是网络的图，其中元件对应图的边，边以线段表示，端点处连接于可发出其他边的点或小圆圈。在电路分析中，图的边称为“支路”，点则称为图的顶点，对应网络的节点。“节点”和“顶点”在讨论网络图时可互用。图 2.2展示了图 2.1电路的图表示。
用于网络分析的图通常同时为有向图（以捕捉电流和电压的方向）和标记图（以区分不同支路和节点）。例如，一个由四条支路构成的方形图，如果没有唯一标记，则交换任意两条支路后仍表示相同拓扑；在有向图中，支路连接的两个节点分别称为源节点和终节点，通常在线上以箭头指示方向。

### 关联
关联是图的基本性质之一。与某个顶点相连的边称为该顶点的“关联”边。图的关联性质可用称为“关联矩阵”的矩阵表示出来，作为图的另一种数学表达形式，无需绘图即可描述。矩阵的行对应节点，列对应支路；矩阵元素为 0 表示无关联，为 1 表示有关联；在有向图中，通过元素符号表示方向。

### 等价性
当一个图形可通过形变变换为另一个图形时，称两者等价。形变可包括平移、旋转和反射；弯曲和拉伸支路；以及交叉或打结支路。通过形变等价的两个图形称为“全等”。
在电气网络领域，还考虑另外两种变换，它们会产生等价图形但非全等图形。其一是交换串联支路；这是并联支路交换的对偶，后者可仅通过形变而无需特殊规则来实现。其二涉及那些被划分为两个或多个“分离部分”的图形，即具有两组节点且每组节点之间无支路关联的图形。将此类两个分离部分中的各取一节点合并为单一节点，即可将它们视为与原分离图等价。反之，将某节点分裂为两个可将图分成两部分，此图亦视为等价。

### 树与连线

图 2.3 。图 2.2 中图形的一种可能的树。以虚线表示的支路为连线。

树是一种图，其中所有节点都通过分支直接或间接连接，但不形成任何闭环。由于没有闭合环路，因此树中没有电流。在网络分析中，我们感兴趣的是生成树，即连接网络图中每个节点的树。在本文中，除非另有说明，生成树均指不合格树。给定的网络图可以包含许多不同的树。为了形成树而从图中删除的分支称为链接；留在树中的分支称为细枝。对于具有n 个节点的图，每棵树的分支数t必须是：
树是这样一种图：其所有节点都通过支路直接或间接相连，且不形成任何闭环。由于无闭环，树中无电流。在网络分析中，我们关注的是将图中所有节点连接起来的生成树；在本条目中，若无特别说明，“树”即指生成树。给定的网络图可包含多棵不同的树。为了形成树而从图中移除的支路称为连线（“link”）；保留在树中的支路称为“枝”（twig）。对于具有 n 个节点的图，每棵树中支路数 t 必须满足：
{\displaystyle t=n-1\ }
电路分析中的一个重要关系是：
{\displaystyle b=\ell +t\ }
其中b是图中的支路总数，ℓ是为了形成树而移除的连线数。

### 系联集与割集
电路分析的目标是确定网络中所有支路电流和电压。这些网络变量并非相互独立。支路电压与支路电流由其元件的传递函数相关联。因此，网络的完整解可仅用支路电流或仅用支路电压来表示。同样，并非所有支路电流都相互独立。完成解所需的最少支路电流数为ℓ，这源于树中移除了ℓ条连线且树中无电流；因此，树中剩余支路电流为零，必然依赖于连线电流。选为独立变量的支路电流集必须对应于某棵树的连线：不能任意选择ℓ条支路。
就支路电压而言，网络的完整解可用t条支路电压获得，因为将树的所有支路短路后，电压处处为零，连线电压必然依赖于树中支路电压。

图 2.4 。从图 2.3 的树切去支路 3 而得的割集。

常用的分析方法是先求回路电流，再根据回路电流求各支路电流。同样，回路电流集不能任意选取。为保证变量独立，所选回路必须与某棵树的连线对应：每替换该树的一条连线即可获得一个唯一回路，因此回路电流数等于ℓ。本上下文中“回路”不同于图论中的环路。由给定回路所形成的支路集称为系联集。网络方程通过将回路电流与系联集支路电流的代数和相等来建立。
也可在无需引用树和系联集的情况下选取独立回路电流。一个充分（但非必要）的条件是：保证每个所选回路至少包含一条此前未被选回路包含的支路。一个特别直接的选择是网格分析，其中所选回路均为网格（mesh），即不包含其他环路的环路。网格分析仅适用于可将图映射到平面或球面且无支路交叉的图，此类图称为平面图。平面映射与球面映射是等价条件；任何映射到平面的有限图都可缩放至球面上的一小区域，反之亦然。
也存在一种与回路电流法对应并对偶的电压变量选取方法：以节点对间电压为主要变量，再由它们求支路电压。此法同样需选取图的一棵树以保证变量独立。系联集的对偶即为割集。系联集通过将除一条连线外的所有连线开路形成；割集则通过将除一条树支路外的所有树支路短路形成。割集由未被短路的树支路及未被其他树支路短路的连线组成。割集将图切分为两个不相交的子图，即最小的切割支路集。网络方程通过将节点对电压与割集支路电压的代数和相等来建立。网格分析的特殊对偶方法为節點分析。

### 零度与秩
具有s个分离部分和b条支路的图的零度N定义为：
{\displaystyle N=b-n+s\ }
图的零度表示其网络方程组的自由度。对于平面图，零度等于图中网格的数量。
图的秩R定义为：
{\displaystyle R=n-s\ }
在节点分析中，秩与在网格分析中零度所起的作用相同，即给出所需的节点电压方程数。秩与零度是对偶概念，满足：
{\displaystyle R+N=b\ }

### 求解网络变量
一旦选定了一组几何独立的变量，网络状态即可用这些变量表示。所得方程组为一组需要联立求解的独立线性方程。这些方程可用矩阵形式表示，从而得到网络的特征参数矩阵。如果方程基于回路分析，则参数矩阵为阻抗矩阵；如果方程基于节点分析，则为导纳矩阵。
这些方程可以用多种著名方法解出。一种方法是系统地消除变量。另一种方法涉及行列式运算，即克萊姆法則，可直接用行列式表达未知量。这种方法能给出简洁表达，但对于非平凡网络，手工计算量较大。

### 对偶性
当一个图的支路与节点对关系，与另一个图的支路与回路关系相同时，称二者为对偶图。图的对偶可完全通过图解法来构造。
图的对偶又是另一张图。对于原图中某棵树，其补集支路（即不在该树中的支路）在对偶图中构成一棵树。原图及该树的系联集所对应的回路电流方程组，与对偶图的割集所对应的节点对电压方程组完全相同。
下表列出了与电路理论中拓扑相关的对偶概念。
| 电流   | 电压   |
| 树     | 迷宫   |
| 支路   | 分支   |
| 网格   | 节点   |
| 回路   | 节点对 |
| 连线   | 树枝   |
| 系联集 | 割集   |
| 短路   | 开路   |
| 并联   | 串联   |
| 零度   | 秩     |

图 2.5 。图 2.2 所示图形的对偶图。

图的对偶树有时称为“迷宫”。它由通过连线连接的面组成，类似于树由通过树支路连接的节点组成。
并非所有图都能形成对偶。对偶性要求每个系联集在对偶图中都有对应的割集。当且仅当该图可映射到无支路交叉的球面时，此条件才得以满足。因为系联集用于“系紧”图形将其分为两部分，而其对偶割集则用于切割图形。若有限网络的图无法映射到球面，则需映射至n重环面，此时某些经环面孔的系联集无法将图“系紧”成两部分，对偶图也无法被切割成两部分，自然不存在所需割集。因此，只有平面图才具有对偶。
含有互感的网络也无法直接形成对偶，因为不存在对应的电容元件。虽可构造等效电路以获得对偶，但不能直接对互感形成对偶。

### 节点与网格消元
在网络方程组上进行的运算具有拓扑意义，可帮助直观理解运算过程。从网络方程组中消除一个节点电压对应于在图中消去该节点。对于连接三个其他节点的节点，这对应于著名的Y-Δ变换。该变换可推广到更多连接节点的情形，称为星–网变换。
此变换的逆变换是Δ–Y变换，解析上对应消去一个网格电流，拓扑上对应在图中去除一个网格。然而，若网格与任意数量的其他网格共享支路，消去该网格电流通常无法得到可实现的图。这是因为一般星形图的变换结果包含星形多邊形，无法映射到球面（存在多次交叉）。此类图的对偶图不存在，但它正是表示广义网格消元所需的图。

### 互耦合

图 2.6 。双调谐放大器级间常用电路。A：该双调谐电路的图。B：将分离部分合并后的等价图。

在传统的电路图表示中，无法显式表示诸如变压器中的互感耦合，这可能导致图成为多个分离部分断开的图形。为便于分析，可将多部分图通过将各部分中的一个节点统一为同一节点而合并为单一图，这不改变理论行为，故分析仍然有效。但若实际按此方式实现电路，则隔离性将被破坏。例如，一台原副边均接地的变压器，虽仍以相同电压比工作，却不再具备隔离变压器的功能。
近年来，图论中新技术已能够处理有源元件及互耦合问题。

### 有源元件
处理互耦合和有源元件的基本方法有两种。其一，于1953年由塞缪尔·杰斐逊·梅森提出的信号流图，这是一种带权、有向图，用于分析含互耦合及有源网络的电路。图中有向边的权值表示增益，如放大器的增益。一般而言，信号流图不同于上述基于物理元件布局的有向图。
第二种方法是扩展经典方法以包含互耦合和有源元件。已有多种实现途径，其中一种构造两张图：一张表示电流，一张表示电压；无源元件在两棵树中对应相同支路，而有源元件可能不然，该法依赖于识别两图共有的生成树。另一种仅需一张图的方法由Chen于1965年提出，基于有根树。

#### 超图
另一种扩展经典图论以处理有源元件的方法是使用超图。一些电子元件难以用普通图表示：例如晶体管有三个连接点，而普通图的一个支路只能连接两个节点；现代集成电路更是连接点众多。这个问题可以通过使用超图代替常规图来解决。

图 2.7 。超图示例：黑线为常规边，蓝线为超边，红线为触须。

传统表示中的组件由边表示，每条边连接两个节点。而在超图中，组件由可以连接到任意数量节点的超边表示。超边可连接任意数量的节点，其与节点的连接通过称为“触须”的线段实现。超边常以盒子表示，而触须则由盒子引向各节点。在有向超图中，触须带有由超边标签决定的标记。常规有向图可视为每条超边具有两条触须（源和目标）的特例；更一般的超图因触须更多，需要更复杂的标注。
超图也可通过其关联矩阵来表征：普通图因每行仅有两处非零而区分于超图——任一行若有超过两处非零，则对应超图。行中非零项数即为相应支路的秩，所有支路秩的最大值即为关联矩阵的秩。

### 非齐次变量
经典网络分析分别发展出以电流（网格分析）或电压（节点分析）为齐次变量的方程组，但所得变量集不一定为形成独立方程组所需的最小集。网格分析与节点分析所需变量数可能各不相同；若放宽齐次性要求允许电流与电压变量混用，则可能获得更少的变量数。Kishi和Kajitani在1967年的研究表明，描述网络行为所需的最小变量数等于任意两棵生成森林之间的最大距离（distance）。

### 网络综合
图论可应用于网络综合。经典网络综合按多种规范形实现所需网络，例如用柯尔（Cauer）规范的阶梯网络或福斯特（Foster）规范形式实现输入端阻抗（driving-point impedance），或用Brune的正實函數实现导纳或阻纳。不同于从规范形出发，拓扑方法让网络形式由数学表示决定。某些规范形需要互感实现，而拓扑方法的一个主要目标是消除互感需求。拓扑定理指出：若一个输入端阻抗的实现无互感，则当且仅当不存在全电感或全电容回路时，该实现才是最小的。
图论在网络综合中的最强优势体现在网络元件可表示为实数（一元件网络如电阻网络）或二元状态（如开关网络）时。

### 无限网络
或许最早研究的无限图网络是由奧利弗·黑維塞于1881年最终形式化的阶梯网络，用以模拟传输线。早期对无限网络的研究几乎局限于重复元素的周期结构（如阶梯或网格）。直到20世纪末，才出现可分析任意拓扑无限网络的工具。
无限网络大多仅具理论意义，且可能表现出不符合物理规律的性质。例如，在某些情况下基尔霍夫定律可能失效，且无限电阻阶梯的输入阻抗可能取决于“无穷远”终端情况；此外，若不对网络施加除欧姆定律和基尔霍夫定律外的约束，无限网络通常会耗散无限功率。然而也有部分实际应用：传输线示例属于可用微分元件模型（distributed-element model）模拟的实际问题；还有向连续介质发射波、边缘场（fringing field）问题，以及在基板或井筒中点对点测量电阻等应用。
超限网络（transfinite networks）则更进一层：可在无限网络的某个端点继续接入另一无限网络，从而构建出某些节点对间无任何有限路径的拓扑，这类由无限网络构成的网络即称为超限网络。

## 相关
- 符号电路分析（英语：Symbolic circuit analysis）
- 网络拓扑
- 拓扑量子计算机（英语：Topological quantum computer）